# Jaelan Phillips
Jaelan Everett Phillips (Redlands, California, 28 de mayo de 1999) más conocido como Jaelan Phillips, es un jugador profesional estadounidense de fútbol americano que se desempeña en la posición de linebacker en Miami Dolphins, equipo de la National Football League (NFL).

## Carrera
Fue seleccionado en la primera ronda en la Reunión Anual de Selección de Jugadores de la NFL de 2021. Hizo su debut profesional con el equipo Miami Dolphins, donde lleva jugando tres temporadas.